# Berdeniella lucasioides
Berdeniella lucasioides és una espècie d'insecte dípter pertanyent a la família dels psicòdids que es troba a Europa: Itàlia i França.